# Episodi di Truck Driver (seconda stagione)
La seconda stagione della serie televisiva Truck Driver è stata trasmessa in anteprima negli Stati Uniti d'America dalla NBC tra il 29 settembre 1979 e il 29 marzo 1980.
| nº | Titolo originale                                | Titolo italiano | Prima TV USA      | Prima TV Italia |
| -- | ----------------------------------------------- | --------------- | ----------------- | --------------- |
| 1  | Snow White and the Seven Lady Truckers (Part 1) |                 | 29 settembre 1979 |                 |
| 2  | Snow White and the Seven Lady Truckers (Part 2) |                 | 6 ottobre 1979    |                 |
| 3  | Cain's Cruiser                                  |                 | 13 ottobre 1979   |                 |
| 4  | Pogo Lil                                        |                 | 20 ottobre 1979   |                 |
| 5  | Cain's Son-in-Law                               |                 | 27 ottobre 1979   |                 |
| 6  | Run for the Money (Part 1)                      |                 | 3 novembre 1979   |                 |
| 7  | The Eyes of Texas                               |                 | 10 novembre 1979  |                 |
| 8  | Mary Ellen                                      |                 | 17 novembre 1979  |                 |
| 9  | Gasohol                                         |                 | 24 novembre 1979  |                 |
| 10 | BJ's Sweethearts                                |                 | 1º dicembre 1979  |                 |
| 11 | Fly a Wild Horse                                |                 | 8 dicembre 1979   |                 |
| 12 | Silent Night, Unholy Night                      |                 | 15 dicembre 1979  |                 |
| 13 | Fire in the Hole                                |                 | 12 gennaio 1980   |                 |
| 14 | Siege                                           |                 | 19 gennaio 1980   |                 |
| 15 | Through the Past, Darkly                        |                 | 26 gennaio 1980   |                 |
| 16 | Bear Bondage                                    |                 | 2 febbraio 1980   |                 |
| 17 | BJ and the Witch                                |                 | 9 febbraio 1980   |                 |
| 18 | The Good, the Bad and the Beautiful             |                 | 16 febbraio 1980  |                 |
| 19 | The Girls of Hollywood High                     |                 | 23 febbraio 1980  |                 |
| 20 | The 18-Wheel Rip-Off                            |                 | 22 marzo 1980     |                 |
| 21 | The Friendly Double Cross                       |                 | 29 marzo 1980     |                 |